# Trypanaresta hestiae
Trypanaresta hestiae är en tvåvingeart som först beskrevs av Friedrich Georg Hendel 1914.  Trypanaresta hestiae ingår i släktet Trypanaresta och familjen borrflugor. Inga underarter finns listade i Catalogue of Life.